# Konomama (misonoの曲)
『Konomama』（このまま）は、misonoのシングルである。日本未発売。

## 収録曲
1. Konomama (Uraken Remix!)
作詞：misono、Naoki Atsumi 作曲：Naoki Atsumi 編曲：Uraken
2. Konomama (DJ Kaos Remix)
作詞：misono、Naoki Atsumi 作曲：Naoki Atsumi 編曲：DJ Kaos